# Флавій Цецина Децій Василь
Флавій Цецина Децій Василь (лат. Flavius Caecina Decius Basilius; д/н — після 468) — державний діяч часів занепаду Західної Римської імперії.

## Життєпис
Походив з впливового роду Цейоніїв-Деціїв. Ймовірно син Цецини Деція Агінація Альбана, міського префекту Риму. Вперше згадується 458 року, коли його призначено імператором Майоріаном на посаду префекта преторія Італії (зберігав посаду до 465 року). Імператор Лібій Север 463 року призначив Деція Басиліо консулом (разом з Флавієм Вівіаном). Невдовзі отримує посаду патриція.
Разом з Геннадієм Авієном був одним з найвпливовіших сенаторів за імператора Антемія. Сприяв просуванню кар'єрними щаблями Сидонія Аполлінарія. Остання згадка про Деція Василя відноситься до 468 року.

## Родина
- Цецина Маворцій Василь Децій, консул 486 року
- Децій Марій Венанцій Василь, консул 484 року
- Флавій Цецина Децій Максим Василь Юніор, консул 480 року